# Rosental an der Kainach
Rosental an der Kainach ist eine Gemeinde mit 1682 Einwohnern (Stand 1. Jänner 2025) im Gerichtsbezirk bzw. Bezirk Voitsberg in der Steiermark in Österreich.

## Geografie
Rosental an der Kainach ist eine ehemalige Bergbaugemeinde im Braunkohlerevier Köflach-Voitsberg. Der größte Fluss ist die Kainach im Nordosten der Gemeinde. Der Norden wird vom Gradnerbach entwässert, der Süden vom Gößnitzbach. Dazwischen liegt ein großteils bewaldeter, bis zu 500 Meter hoher Rücken.

### Nachbargemeinden
| Köflach | Köflach                                     | Bärnbach  |
| Köflach | Kompassrose, die auf Nachbargemeinden zeigt | Voitsberg |
| Köflach | St. Martin am Wöllmißberg                   | Voitsberg |

## Geschichte

### Bis 1800
Im Jahr 1381 wurde Rosental erstmals in einer Seckauer Urkunde als „Rosental in der Pfarre Köflach gelegen“ bezeichnet.
1708: Schwere Unwetter, Untergraden und große Teile Rosentals standen unter Wasser. Brücken wurden weggerissen. An den Wehrschlagen vom Tunnerhammer und Strafensackmühle entstanden große Schaden.
1771: Mord in Rosental: Am 26. Juli wurde bei der Strafensackmühle ein Mädchen namens Klara ermordet.

### 1800 bis 1900
1805: Nach 1797 und 1800 war dies der dritte Einfall von Franzosen. Auch Rosental litt schwer unter den Besatzern. Diese holten das Vieh aus den Ställen und der Staat erhöhte die Steuern, um die Reparationskosten bezahlen zu können. Die Bevölkerung litt große Not.
1848: Erzherzog Johann von Österreich erwarb in der Marienschachtmulde den gesamten Massenbesitz.
1860: Die Graz-Köflacher-Eisenbahn wurde fertiggestellt und am 3. April dem öffentlichen Verkehr übergeben.
1895: In diesem Jahr wurde auch in Rosental eine Raiffeisen-Vorschusskasse gegründet.

### 1900 bis 1938
Am 30. September 1916 wurden die beiden Glocken der Gradnerkapelle zum Einschmelzen für Kriegszwecke abtransportiert. Einführung der staatlichen Kohlenbewirtschaftung. Auch sämtliche Kohlenbergwerke in Rosental wurden vom k.k. Militär bewacht.
Um die Rosentaler Bergbaue mit elektrischen Strom zu versorgen, wurde im März 1919 mit dem Bau eines GKB-eigenen Dampfkraftwerks in Bärnbach-Mitterdorf begonnen.
Bei den Wahlen des Landtags und der Nationalversammlung am 11. Mai 1919 entfielen in Rosental von den 614 abgegebenen gültigen Stimmen 55 auf die Christlich-Sozialen, 549 auf die Sozialdemokraten und 10 auf die Großdeutschen.
Bei den Neuwahlen am 12. November 1920 fielen in Rosental von 804 Stimmen 74 auf die Christlich-Sozialen, 699 auf die Sozialdemokraten, 25 auf die Großdeutschen und 6 auf die Kommunisten.
Die Inflation hatte einen noch nie dagewesenen Höchststand erreicht. So kostete der Lebensmittelbedarf einer durchschnittlichen Arbeiterfamilie monatlich:
- Juli 1919:     2.000 Kronen
- Juli 1920:     5.000 Kronen
- Juli 1921:     8.000 Kronen
- Jän. 1922:   70.000 Kronen
- Juli 1922:  195.000 Kronen

1922: Im Dezember trat die Schillingwährung in Kraft. 10.000 Kronen entsprechen daraufhin 1 Schilling. Die Inflation wurde zwar gestoppt, doch es stieg die Arbeitslosigkeit.
1925: Am 14. Juli wurde die Freiwillige Feuerwehr in Rosental durch Jakob Seier und Bürgermeister Katzbauer ins Leben gerufen.
1929: In diesem Jahr wurde die Bergkapelle Rosental gegründet, und Anfang Dezember fand anlässlich der Barbarafeier die erste Ausrückung statt.
1930: Am 23. September erfolgte der Spatenstich zum Bau der Packer Bundesstraße.
1938: Anschluss Österreichs. Am 12. März marschierten deutsche Truppen in Österreich ein, in Rosental hielt sich die Euphorie in Grenzen. Arbeitslose, die in die SA eintraten, bekamen sofort Arbeit zugewiesen. Es schien, als würde ein Zeitalter des Wohlstands über die Bevölkerung hereinbrechen – doch hatte man dadurch seine persönliche Freiheit aufgegeben. Am 10. April fand die Volksabstimmung zum Anschluss zusammen mit der Reichstagswahl statt. In Rosental wurde im Gemeindeamt gewählt. Es gab keine Wahlkabine, und die Wähler mussten die Wahlzettel auf einem Tisch ankreuzen. Auf jedem großen stand: „Volksabstimmung und Großdeutscher Reichstag Stimmzettel. Bist du mit der am 13. März 1938 vollzogenen Wiedervereinigung Österreichs mit dem Deutschen Reich einverstanden und stimmst du für die Liste unseres Führers Adolf Hitler?“ Auf dem beigelegten Flugblatt stand: „Ich zeichne ein Kreuz unter dem Ja! sonst darf nichts eingetragen werden!“ Der Gemeindesekretär zeigte mit dem Finger auf die Stelle, wo man das Kreuz zu zeichnen hatte. Rund um den Tisch standen SA-Männer in voller Adjustierung, und so war es auch kein Wunder, dass Hitler ein fast hundertprozentiges Votum bekam.

### 1939–1945
1939: Am 1. September brach der Zweite Weltkrieg aus. Alle Männer mit militärischer Ausbildung wurden zu den Waffen gerufen. Zur gleichen Zeit wurde die Bewirtschaftung aller Gebrauchsgüter und Lebensmittelkarten eingeführt.
1944: Volksdeutsche, die aus Rumänien und Jugoslawien vertrieben worden waren, kamen mit ihren Habseligkeiten im Planwagen an und wurden auch in Rosental sesshaft. Mitte Dezember griffen britische Jagdbomber Rosental an und warfen Bomben in der Nähe des Karlschachts ab. Eine Arbeiterbaracke wurde getroffen. Auch in der Nähe der Grenzstraße fielen Bomben.
1945: Am 4. März warfen amerikanische Flieger Bomben über Köflach und Rosental ab. Bei einem Volltreffer auf der Gerstenberger Höhe in Köflach starben sechs Menschen in einem Luftschutzkeller. Am 30. April beging Hitler infolge der aussichtslosen Lage Selbstmord, die Zeitungen schreiben: „Der Führer ist gefallen!“
Am 9. Mai besetzten russische Truppen Rosental und stießen mit Panzern Richtung Köflach vor. Die Engländer zogen sich auf die Höhe des Gasthauses Winkelbauer zurück, damit entstand in Rosental ein „Niemandsland“. Die Versorgung mit Lebensmitteln war schwierig. Am 22. Juli zogen sich die Russen zurück. Kaum jemand hatte Tränen in den Augen. Die Situation in Rosental besserte sich, Amerika begann mit der Bereitstellung von olivgrünen CARE-Paketen. Am 25. November fanden erstmals nach zwölf Jahren freie Wahlen statt. Der Gemeinderat in Rosental setzte sich aus 8 Vertretern der SPÖ, 2 der KPÖ und 2 der ÖVP zusammen.

### 1950–1999
1950 wurde mit dem Bau der Volksschule begonnen, die mit Schulbeginn am 14. September 1952 eröffnet wurde.
1956: Laut Gemeinderatsbeschluss wurde ein Haus in St. Hemma von der Gemeinde Rosental zwecks Umbaus in ein Kindererholungsheim angekauft.
1967: Die Müllabfuhr begann in Rosental ihren Dienst mit einem eigenen Fahrzeug.
1990: Am 6. Juli wurde die letzte Kohle aus der Grube des Karlschachts gefördert, somit ging eine 150-jährige Bergbaugeschichte zu Ende.

### Seit 2000
2001: Eröffnung des Bezirksprojektes Technologie- und Gründerpark Rosental
2002: Eröffnung der Kaufwelt Rosental
2004: Eröffnung der Jugend- und Freizeitanlage (Eishalle, Tennisplätze, Fun-Court, Beach-Volleyballplatz, Skaterpark, Restaurant)

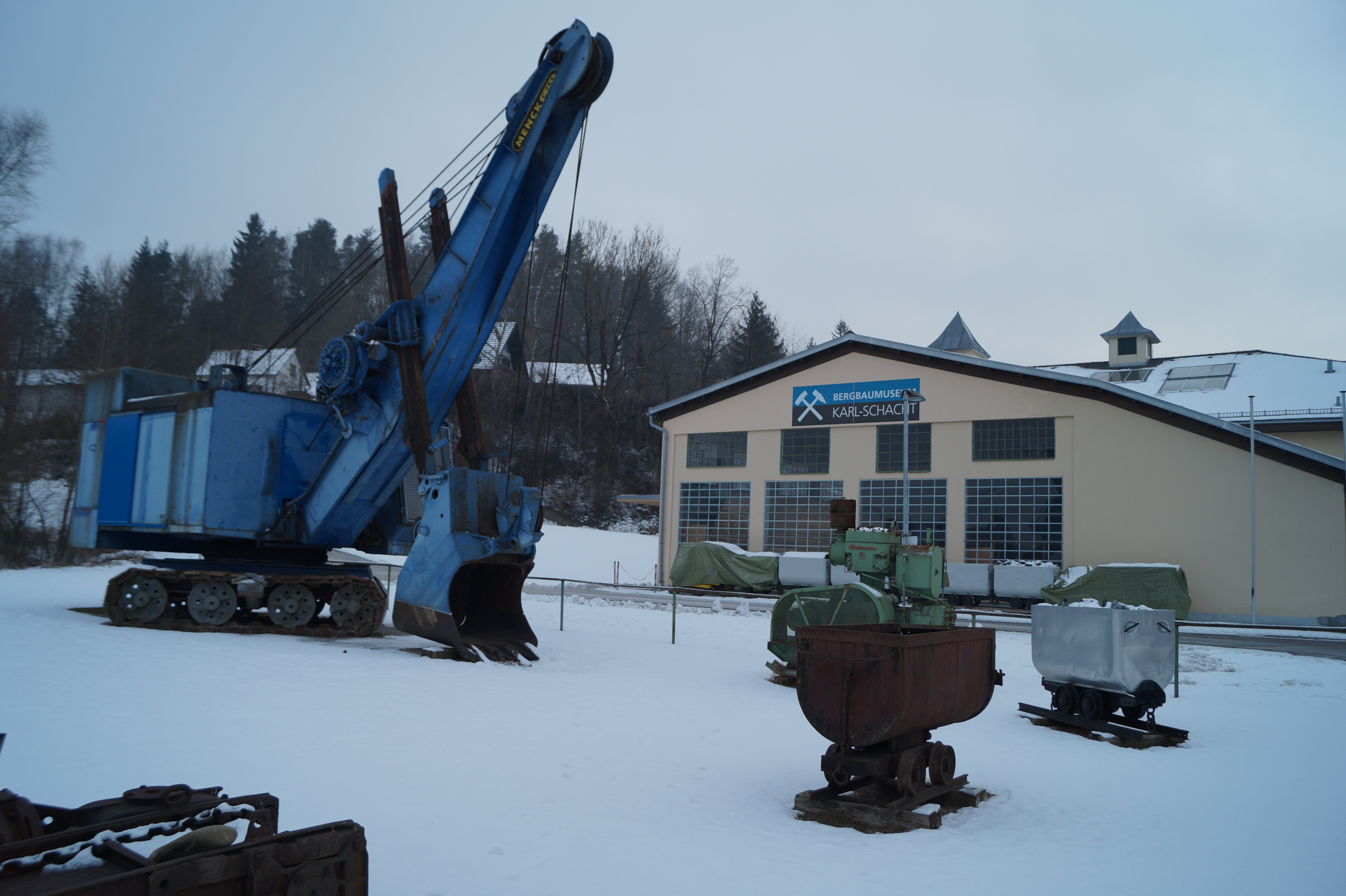
Freigelände des Bergbaumuseums Rosental

2011: Eröffnung des Bergbaumuseums Rosental: Im Jahr 2010 entschloss sich die Gemeinde Rosental an der Kainach im Bereich des ehemaligen Schachthauses der Kohlengrube „Karl-Schacht III“ ein Bergbaumuseum einzurichten, welches am 14. Mai 2011 feierlich eröffnet wurde. Dieses zeigt auf einer Fläche von rund 300 m² sowie einem angrenzenden Freigelände die wechselvolle Geschichte des weststeirischen Kohlebergbaus.

### Bevölkerungsentwicklung

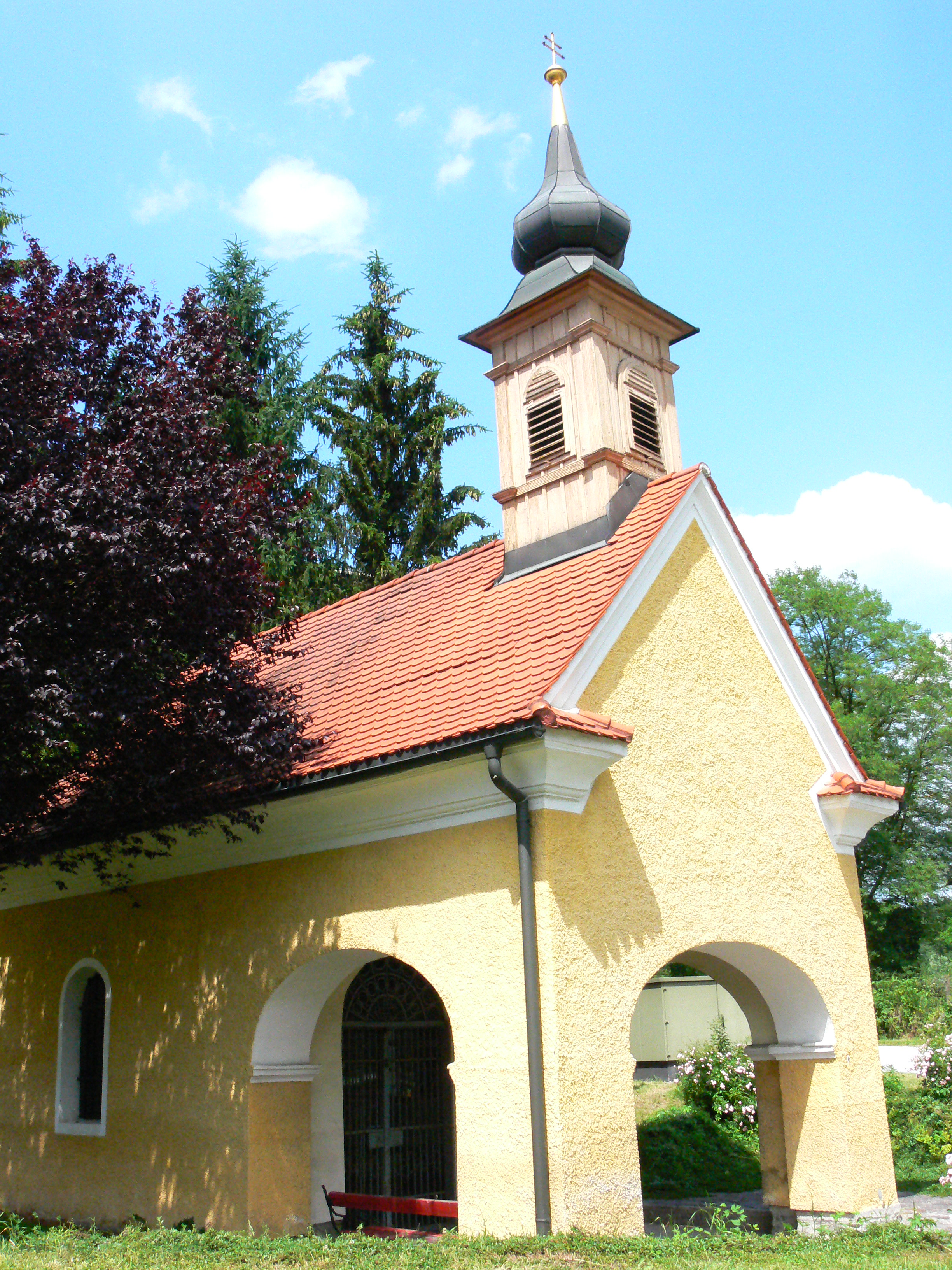
Gradnerkapelle

| Rosental an der Kainach: Einwohnerzahlen von 1869 bis 2024 | Rosental an der Kainach: Einwohnerzahlen von 1869 bis 2024 | Rosental an der Kainach: Einwohnerzahlen von 1869 bis 2024 | Rosental an der Kainach: Einwohnerzahlen von 1869 bis 2024 | Rosental an der Kainach: Einwohnerzahlen von 1869 bis 2024 |
| ---------------------------------------------------------- | ---------------------------------------------------------- | ---------------------------------------------------------- | ---------------------------------------------------------- | ---------------------------------------------------------- |
| Jahr                                                       |                                                            |                                                            |                                                            | Einwohner                                                  |
| 1869                                                       | 1869                                                       |                                                            | 1.025                                                      | 1.025                                                      |
| 1880                                                       | 1880                                                       |                                                            | 1.380                                                      | 1.380                                                      |
| 1890                                                       | 1890                                                       |                                                            | 1.495                                                      | 1.495                                                      |
| 1900                                                       | 1900                                                       |                                                            | 1.789                                                      | 1.789                                                      |
| 1910                                                       | 1910                                                       |                                                            | 1.634                                                      | 1.634                                                      |
| 1923                                                       | 1923                                                       |                                                            | 2.123                                                      | 2.123                                                      |
| 1934                                                       | 1934                                                       |                                                            | 1.813                                                      | 1.813                                                      |
| 1939                                                       | 1939                                                       |                                                            | 1.593                                                      | 1.593                                                      |
| 1951                                                       | 1951                                                       |                                                            | 2.358                                                      | 2.358                                                      |
| 1961                                                       | 1961                                                       |                                                            | 2.236                                                      | 2.236                                                      |
| 1971                                                       | 1971                                                       |                                                            | 2.278                                                      | 2.278                                                      |
| 1981                                                       | 1981                                                       |                                                            | 2.183                                                      | 2.183                                                      |
| 1991                                                       | 1991                                                       |                                                            | 1.918                                                      | 1.918                                                      |
| 2001                                                       | 2001                                                       |                                                            | 1.748                                                      | 1.748                                                      |
| 2011                                                       | 2011                                                       |                                                            | 1.706                                                      | 1.706                                                      |
| 2021                                                       | 2021                                                       |                                                            | 1.584                                                      | 1.584                                                      |
| 2024                                                       | 2024                                                       |                                                            | 1.721                                                      | 1.721                                                      |
| Quelle(n): Statistik Austria, Gebietsstand 1.1.2021        |                                                            |                                                            |                                                            |                                                            |

## Kultur und Sehenswürdigkeiten
- Gradnerkapelle
- Bergbaumuseum

## Wirtschaft und Infrastruktur

### Ansässige Unternehmen
- Reinraumtechnik GmbH
- Xinox Edelstahltechnik GmbH

## Politik

### Gemeindevorstand
Der Gemeindevorstand besteht aus 3 Mitgliedern und setzt sich aus den Mandataren folgender Parteien zusammen:
- Bürgermeister (SPÖ) – Johannes Schmid
- 1. Vizebürgermeisterin (SPÖ) –  Martina Weixler
- Gemeindekassier (SPÖ) – Wolfgang Schriebl

### Gemeinderat
Der Gemeinderat besteht aus 15 Mitgliedern und hat nach der Wahl 2025  folgende Verteilung:
- 12 SPÖ
- 2 FPÖ
- 1 ÖVP

### Wappen
Die Verleihung des Gemeindewappens erfolgte mit Wirkung vom 1. Juni 1985.
Wappenbeschreibung: In rot bordiertem silbernen Schild pfahlweise ein schwarzes Gezähe, der Bord mit silbernen Rosen belegt.

### Bürgermeister
- Franz Schriebl, Ehrenbürger[4]
- Engelbert Köppel, Ehrenbürger (2022)[4]
- Johannes Schmid (SPÖ)

## Persönlichkeiten

### Söhne und Töchter der Gemeinde
- Hedwig Wingler (* 1939), Philosophin, Autorin und Publizistin

### Mit der Gemeinde verbundene Persönlichkeiten
- Iris Fink (* 1966), Autorin, Kabaretthistorikerin und Leiterin des Österreichischen Kabarettarchivs